# Chaetoglossa picticornis
Chaetoglossa picticornis là một loài ruồi trong họ Tachinidae.